# 2513 Baetslé
2513 Baetslé eller 1950 SH är en asteroid i huvudbältet, som upptäcktes den 19 september 1950 av den belgiske astronomen Sylvain Arend i Uccle. Den har fått sitt namn efter den belgiske astronomen Paul-Louis Baetslé.
Asteroiden har en diameter på ungefär 5 kilometer.